# Maleventum
Maleventum — четвёртый студийный, концептуальный альбом итальянской группы Opera IX, вышедший в 2002 году.

## Об альбоме
Maleventum — первый альбом, записанный после ухода основных участников: вокалистки Cadaveria и ударника Flegias. На смену им пришли Madras — вокал, и Taranis — ударные.
Альбом является концептуальной работой и посвящён магии, древним культам и знаниям, а также языческой культуре. По словам участников группы, для написания лирики песен было переведено несколько древних трактатов (переводчик Braconi Paola) и проведены консультации у соответствующих специалистов.
Весь материал альбома был записан в течение января 2002 года в студии Damage inc. Studios (Anathema, Lacuna Coil).

## Список композиций
1. Maleventum - 5:56
2. Princess of the Ancient - 7:50
3. In the Dark I Found the Reflection of the Hidden Mirrors - 5:31
4. Unaerthed Arcana - 10:20
5. Muscaria - 9:04
6. Forgotten Gods - 7:56
7. In the Raven's Eyes - 7:38

## Участники записи
- Madras - вокал
- Ossian - гитара
- Lunaris - клавишные
- Vlad - бас
- Taranis - ударные